# 戈氏馴麗魚
戈氏馴麗魚，為輻鰭魚綱鱸形目隆頭魚亞目慈鯛科的其中一種，分布於中美洲瓜地馬拉Polochic河流域，體長可達30公分，棲息在山地流動的溪流，成對或單獨活動，屬雜食性，生活習性不明。